# Tubulipora ziczac
Tubulipora ziczac is een mosdiertjessoort uit de familie van de Tubuliporidae. De wetenschappelijke naam van de soort is voor het eerst geldig gepubliceerd in 1976 door Harmelin.